# Anne Hilmersen
Anne Hilmersen er en norsk håndboldspiller. Hun spillede 34 kampe og scorede fire mål for Norges håndboldlandshold mellem 1966 og 1972. Hun deltog også under VM 1971 hvor holdet kom på en 7.-plads.